# Linnéa Engström
Agnes Linnéa Martina Engström, född 2 april 1981 i Uppsala, är en svensk miljöpartistisk politiker med fokus på klimat- och fiskefrågor. Hon var ledamot av Europaparlamentet under perioden 2014-2019 och har därefter övergått till att (2019) arbeta som programdirektör på Marine Stewardship Council.

## Biografi
Engström har en masterexamen i statsvetenskap från Försvarshögskolan. Innan hon blev EU-parlamentariker arbetade hon som jämställdhetsamordnare i Miljöpartiets partikansli och har varit ledamot i styrelsen för Green Forum. Hon har arbetat med utvecklingsbistånd riktat mot Ryssland, Georgien, Belarus och Östeuropa. 
Inför Europaparlamentsvalet 2014 stod Engström på femte plats på Miljöpartiets lista. I valet fick Miljöpartiet fyra mandat, och hon blev då första ersättare för Miljöpartiet. Efter det att Isabella Lövin utsetts till biståndsminister, blev Linnéa Engström ledamot i oktober 2014.
Inför Europaparlamentsvalet 2019 uttryckte Engström önskemål om att fortsätta sitt uppdrag, men valberedningen valde att inte ta med henne på sin kandidatlista.

## EU-parlamentet
Engström var förste vice ordförande i Fiskeriutskottet och ersättare i Utskottet för miljö, folkhälsa och livsmedelssäkerhet,  Utskottet för kvinnors rättigheter och jämställdhet mellan kvinnor och män, samt i Delegationen för förbindelserna med Folkrepubliken Kina.
I sitt arbete i EU-parlamentet fokuserade hon på den externa dimensionen av EU:s fiskepolitik som har stor bäring på handelspolitiken, samt frågorna kring klimatfeminism, en rättvis miljö och klimatpolitik. Hon var ansvarig för lagstiftningens utformande i frågor om hur EU:s handelsflotta kan och bör fiska hållbart i fattigare länders vatten, den så kallade "FAR-fishing authorisation regulation". I mitten av april 2016 började arbetet med lagstiftningen, och den 12 december 2017 skrev EU-parlamentets talman under den nya lagen vars nya namn är "Hållbart förvaltande av EU:s externa fiskeflotta". Lagen innebär större transparens och ansvarstagande hos EU:s externa fiskeflotta.
Engström var initiativtagare till och föredragande för det första betänkandet i Europaparlamentet om kvinnor, jämställdhet och klimaträttvisa. Betänkandet mynnade ut i en resolution som offentliggjordes i januari 2018 och är det första betänkandet sedan Parisavtalets undertecknande 2015 som tydligt uppmanar parterna att ta utmaningen om klimatanpassning på allvar. Resolutionen lyfter utmaningen med klimatflyktingar och att klimatregimen behöver jämställdhetsintegreras. I resolutionen fastställs även en definition av klimaträttvisa, där kvinnor och barn är de allra mest utsatta för klimatförändringarnas konsekvenser, och det fastslås att det är ytterst viktigt att satsa medel på kvinnor i de allra mest utsatta länderna.
I maj 2016 debuterade Engström med boken Klimatfeminism. Boken förenar kampen för klimatet med kampen för en mer rättvis värld och innehåller porträtt av några av den gröna rörelsens främsta förespråkare för klimaträttvisa. Queen-fish - recept för en hållbar framtid är hennes andra bok och släpptes i maj 2017. Den adresserar de gemensamma utmaningarna med våra hav och fiske, och binder samman dessa med en feministisk och rättvis politik.